# CCD (сканирование)

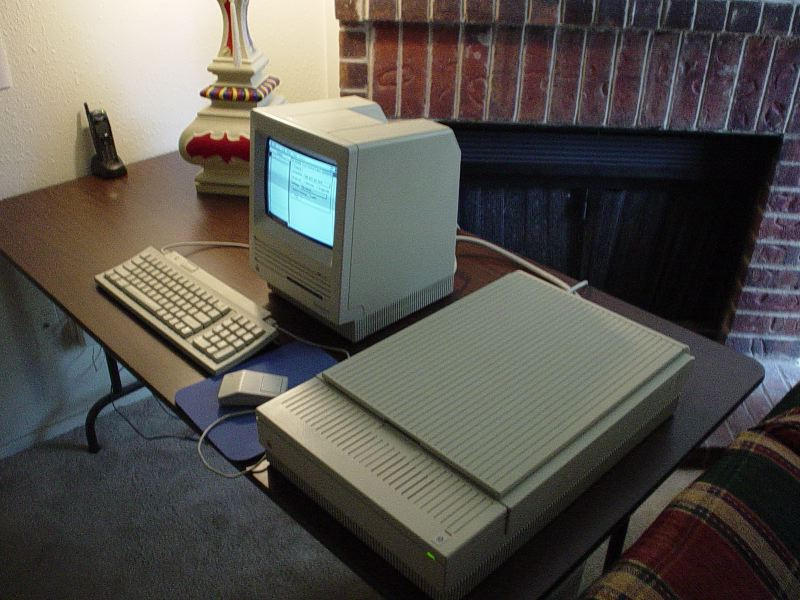
Компьютер Macintosh со сканером Apple Scanner.

CCD, Сharge Couple Device — технология сканирования изображений на основе светочувствительных датчиков ПЗС, картинка на которые проецируется через систему зеркал и линз. Сканеры с технологией CCD практически вытеснены с рынка благодаря развитию технологии CIS (Contact Image Sensor) в 1990-е.

## Этимология названия
Аббревиатура CCD (Charge-Coupled Device) в переводе с английского означает «прибор с зарядовой связью», сокращённо — ПЗС. Технология сканирования CCD получила это название по одноимённому типу датчиков изображения, которые в ней используются.

## Технология
В сканере CCD протяжённый (линейный) источник дневного света освещает оригинал с изображением на нём. Свет отражается от оригинала и передается через отверстие, систему зеркал и линз на одну или несколько CCD камер с фокусным расстоянием около одного метра. В качестве источника света используется люминесцентная (флуоресцентная) лампа.
Каждая цветная камера CCD имеет ширину 50-75 мм и состоит из трёх или четырёх линейных датчиков, расположенных в ряд. В любой такой камере три датчика закрыты монохроматическим светофильтром — красным, зелёным и синим для считывания соответствующего цвета, а в камере с четырьмя датчиками три закрыты фильтрами, а четвёртый не имеет светофильтра и улавливает монохроматическую составляющую (канал яркости).
В цветной камере З цветовых датчика пространственно разнесены друг относительно друга, шаг смещения между ними одинаковый. В результате при сканировании возникает смещение в каналах разных цветов, для зелёного цвета смещение от красного получается в два раза больше, чем для синего. В результате построение изображения в сканере CCD требует сложной обработки данных его процессором.
Сложные системы CCD содержат до четырёх камер. В случае многокамерных сканеров каждая из камер отвечает за свой участок области сканирования. Увеличение числа камер позволяет создавать сканеры очень больших форматов, к примеру, 25-дюймовый сканер Contex HD 2530 имеет одну камеру, в 54-дюймовый Contex HD 5450 – 4 камеры.
Для увеличения точности передачи яркости и цвета изображения сканеры CCD обычно считывают 12-16 бит информации при чёрно-белом сканировании и 36-48 бит при цветном, а на выходе формирует 8 бит серого и 24 бита цветного цифрового изображения.